# Réserve indienne de Uintah and Ouray
La réserve indienne de Uintah and Ouray est une réserve de la tribu des Utes située dans le nord-est de l'État de l'Utah, aux États-Unis. C'est la patrie de la tribu indienne Ute et la plus grande des trois réserves indiennes habitées par des membres de la tribu Ute d'amérindiens.

## Description
La réserve Uintah and Ouray se répartit dans sept comtés : les comtés de Uintak, de Duchesne, de Wasatch, de Grand, de Carbon, d'Utah et d'Emery. La superficie totale des terres est de 17 562,08 km2 (6 769,173 milles carrés) et le contrôle des terres se répartit entre les Ute Indian Allottees, la tribu des Indiens Ute et la Ute Distribution Corporation.
La tribu possède un territoire d'une superficie d'environ 4 855 km2 (1,2 million d'acres). Au recensement de 2000, une population de 19 182 personnes y vivaient. Il s'agit de la deuxième plus grande réserve indienne sur le territoire des États-Unis, après la nation Navajo. Le quartier général tribal est situé à Fort Duchesne (en anglais [duːˈʃeɪn]) est une census-designated place située dans le comté de Uintah, dans l’Utah, aux États-Unis. Le recensement de 2010 a indiqué une population de 714 habitants, à plus de 90 % Amérindiens. La ville la plus importante dans les limites de la réserve est la ville de Roosevelt. Selon le recensement de 2000, sa population de la ville s’élève à 4 299 habitants, ce qui en fait la plus grande ville du comté. La plupart de ses résidents ne sont pas Amérindiens.

## Démographie
En 2016, sa population s'élève à 25 902 habitants, selon l'American Community Survey.
| Groupe            | Uintah and Ouray | Utah | États-Unis |
| ----------------- | ---------------- | ---- | ---------- |
| Blancs            | 81,7             | 85,9 | 72,4       |
| Amérindiens       | 12,1             | 8,8  | 0,9        |
| Métis             | 3,0              | 2,1  | 2,9        |
| Autres            | 3,2              | 3,2  | 23,8       |
| Total             | 100              | 100  | 100        |
|                   |                  |      |            |
| Latino-Américains | 5,7              | 2,7  | 16,7       |

## Propriété foncière et processus d'allotissement

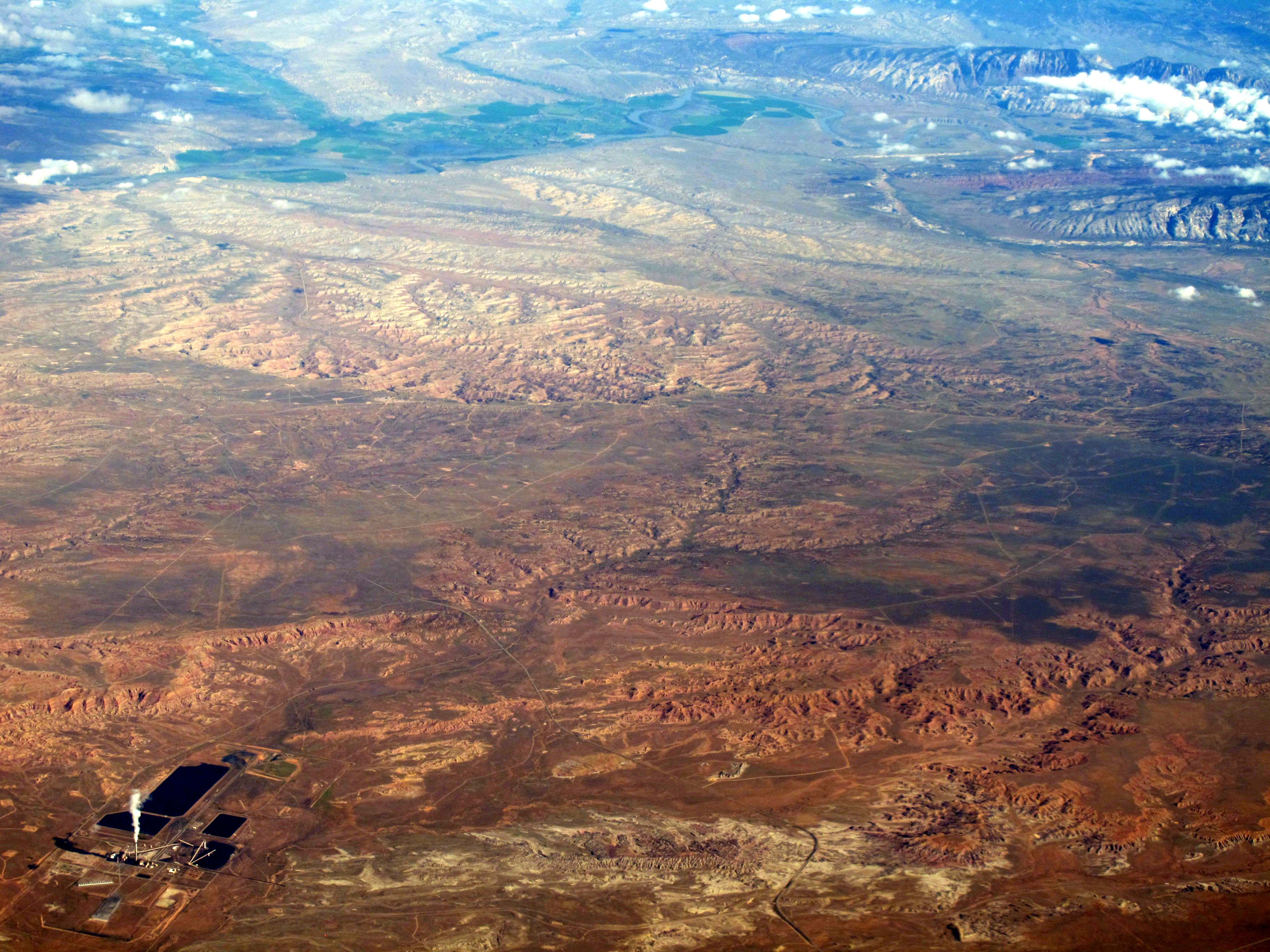
Centrale de Bonanza, située au sein de la réserve.

La réserve de la vallée d'Uintah a été créée le 3 octobre 1861 par un décret du président Abraham Lincoln. La réserve Uncompahgre (communément appelée réserve Ouray) a été créée le 5 janvier 1882 par un décret du président Chester A. Arthur. Les deux réserves ont été maintenues par des organismes distincts jusqu'en 1886, date à laquelle le Bureau des affaires indiennes fusionna l'administration dans les agences Uintah et Ouray à Fort Duchesne.
Le Congrès des États-Unis adopte une série de lois exigeant que de petites parcelles de terrain dans la réserve soient attribuées à des autochtones et que tout terrain en surplus soit ouvert au domaine public. En août 1905, après l’attribution de terres aux peuples autochtones, les terres non attribuées de la réserve sont ouvertes aux concessions minières et à la propriété familiale.
Par proclamation présidentielle, des lotissements urbains ont été créés (tels que Myton et Roosevelt) et des terres ont été prises et absorbées dans la forêt nationale d'Uinta. Le service Reclamation États-Unis, grâce à l’utilisation d’un domaine éminent, a acquis la Strawberry Valley pour la construction du réservoir Strawberry Reservoir.
Les terres appartenant à la réserve ont continué à être acquises par des non-autochtones jusqu'en 1934, lorsque la loi sur la réorganisation des Indiens a mis fin au processus. En 1945, toutes les terres non réclamées ont été rétablies sous juridiction tribale,. Le processus d'allotissement a donc abouti à une réserve avec non seulement des terres tribales, mais également des terres détenues à la fois à titre privé par des non-autochtones et publiquement par diverses entités gouvernementales. En mars 1948, la zone connue sous le nom de Hill Creek Extension a été ajoutée à la réserve.

## Contrôle de légalité
À la suite du processus de répartition, les terres de la réserve sont la propriété de plusieurs entités privées, publiques et tribales. Les efforts de maintien de l'ordre dans la région sont compliqués par la multiplicité des titres de propriété issus de juridictions différentes.
La conformité des actes pris par les collectivités territoriales et leurs établissements publics ne va pas sans poser de problèmes avec la tribu. Depuis 1970, les membres d'Ute interpellent les tribunaux d'État, en raison de conflits sur les terres tribales situées dans la réserve Uintah and Oura et deux autres exploitations. La tribu a porté plainte contre l'État devant un tribunal fédéral.
Dans Ute Tribe v. Utah (10 Cir. 1985) (en formation plénière), connu sous le nom Ute III, la cour d'appel des États-Unis pour le dixième circuit a confirmé la compétence juridique de la tribu sur ses membres dans les réserves et a confirmé les frontières, contre l'Etat et les comtés 'affirme que le champ de compétence a été réduit depuis l'établissement de la réserve en 1864. La Cour suprême des États-Unis a refusé d'entendre l'affaire.
L'État et les comtés ont continué à poursuivre Ute dans la réserve pour des infractions devant les tribunaux de l'État. La Cour d'appel du dixième circuit a réuni à nouveau les plaignants et les défendeurs en 2015. Le tribunal a rejeté l'affirmation des comtés d'agir comme une branche de l'État et de bénéficier de la même immunité. Il a vivement conseillé aux États et aux comtés de respecter le caractère serein de cette affaire et de s'abstenir de toute tactique leur permettant de contester les limites de la réserve et de la juridiction de la tribu sur son peuple en "pays indien".